# Montecatini Val di Cecina
Montecatini Val di Cecina est une commune italienne de la province de Pise, dans la région Toscane.

## Administration
| Période                                  | Période  | Identité     | Étiquette           | Qualité |
| ---------------------------------------- | -------- | ------------ | ------------------- | ------- |
| 15 avril 2008                            | En cours | Sandro Cerri | Partito Democratico |         |
| Les données manquantes sont à compléter. |          |              |                     |         |

### Hameaux
Ponteginori, La Sassa, Castello di Querceto, Miemo, Casaglia, Gello.

### Communes limitrophes
Bibbona, Guardistallo, Lajatico, Montescudaio, Monteverdi Marittimo, Pomarance, Riparbella, Volterra.